# Maiden Voyage (album, Herbie Hancock)
Maiden Voyage je páté sólové studiové album amerického jazzového klávesisty Herbie Hancocka. Jeho nahrávání probíhalo v březnu 1965 v Van Gelder Studio v Englewood Cliffs v New Jersey. Album pak vyšlo v květnu téhož roku u vydavatelství Blue Note Records a jeho producentem byl Alfred Lion. Upravená verze skladby „Little One“ vyšla později na albu E.S.P. Milese Davise.

## Seznam skladeb
Autorem všech skladeb je Herbie Hancock.
| Pořadí         | Název                    | Délka |
| -------------- | ------------------------ | ----- |
| 1.             | Maiden Voyage            | 7:53  |
| 2.             | The Eye of the Hurricane | 5:57  |
| 3.             | Little One               | 8:43  |
| 4.             | Survival of the Fittest  | 9:59  |
| 5.             | Dolphin Dance            | 9:16  |
| Celková délka: | Celková délka:           | 42:20 |

## Obsazení
- Herbie Hancock – klavír
- Freddie Hubbard – trubka
- George Coleman – tenorsaxofon
- Ron Carter – kontrabas
- Tony Williams – bicí